# Opostegoides gephyraea
Opostegoides gephyraea is een vlinder uit de familie van de oogklepmotten (Opostegidae). De wetenschappelijke naam van de soort is voor het eerst geldig gepubliceerd in 1880 door Meyrick als Opostega gephyraea.